# Nick Itkin
Nicholas Boris "Nick" Itkin, född den 9 oktober 1999 i Los Angeles, är en amerikansk fäktare som tävlar i florett.

## Karriär
Nick Itkin ingick i det amerikanska laget som vid OS 2020 tog brons i  florett. Vid OS 2024 tog han hem bronset i den individuella tävlingen.